# Cuzy
Cuzy é uma comuna francesa na região administrativa de Borgonha-Franco-Condado, no departamento Saône-et-Loire. Estende-se por uma área de 17,33 km². Em 2010 a comuna tinha 120 habitantes (densidade: 6,9 hab./km²).